# 황금 해안

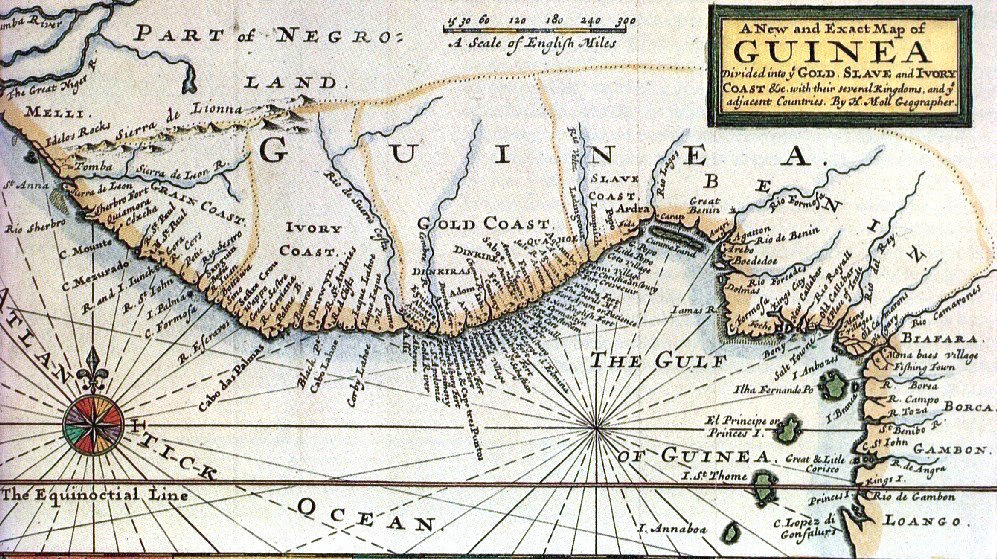
1725년의 기니 지도

황금 해안(黃金海岸, Gold Coast)은 서아프리카 가나의 아크라에 있는 기니만 연안의 해변을 말한다.
1482년 포르투갈이 처음 상륙한 뒤부터 브란덴부르크프로이센 공국, 스웨덴, 덴마크, 네덜란드의 무역업자들이 교역의 거점으로 삼았다. 1821년 영국령 골드코스트가 설립된 뒤부터 영국은 인접한 다른 나라의 식민지들을 편입시켰다. 1957년 골드코스트 식민지는 가나라는 이름의 국가로 독립했다.

## 같이 보기
- 노예 해안
- 상아 해안
- 후추 해안
- 곡물 해안